# Frederik Nielsen (Politiker)
Niels Frederik Jens Peter Nielsen (* 7. Juni 1880 in Saarloq; † unbekannt) war ein grönländischer Kaufmann und Landesrat.

## Leben
Frederik Nielsen war der Sohn des dänischen Udstedsverwalters Niels Ole Nielsen und seiner Frau Cecilie Kathrine Frederikke Lund. Er heiratete am 18. September 1904 in Qaqortoq die Grönländerin Mathilde Sara Elisabeth, Tochter von Edvard Frederik Kristian Anders und Kirsten Karen Kathrine Bibia. Aus der Ehe ging unter anderem der Sohn Jakob Nielsen (1910–1985) hervor.
Frederik Nielsen wurde wie sein Vater Udstedsverwalter. Also solcher war er in Alluitsup Paa tätig, wo er von 1927 bis 1932 in den südgrönländischen Landesrat gewählt wurde.